# Congaz
Congaz (gag. Kongaz) – wieś w południowo-wschodniej Mołdawii, w Gagauzji, na południe od Komratu.
W 2004 roku liczyła 12 327 mieszkańców, z czego 11 849 (96,12%) to Gagauzi, a reszta to Mołdawianie (149), Rosjanie (128), Ukraińcy (91) i Bułgarzy (62). Congaz jest najludniejszą wsią w Mołdawii.

## Ludzie związani z Congazem
- Stepan Esir − gagauski polityk
- Mihail Kendighelean − gagauski polityk
- Gawrił Zanetow − bułgarski prawnik, historyk i publicysta